# جامع أيوب بك الجليلي
جامع أيوب بك الجليلي، وهو من مساجد العراق التاريخية الأثرية في مدينة الموصل حيث يعود تاريخ بناؤه إلى عام 1237هـ /1821م، ويقع في منطقة (باب السراي)، قرب حوش الخان وأقرب نقطة دالة هي مبنى مصرف الرافدين.
ويعد هذا الجامع من الجوامع التراثية التي بناها الجليليون بعدما تولوا حكم الموصل وشيد على يد أيوب بك وهو من أمراء عائلة الجليلي، وتبلغ مساحة الجامع 200م2.